# Національний музей ім. Короля Яна III
Національний музей ім. Короля Яна III у Львові (пол. Muzeum Narodowe im. Króla Jana III we Lwowie (MNL)) — польський історичний музей у Львові, який існував у 1908—1940 рр. Документував історію Львова і Галичини часів правління короля Яна III Собеського.

## Історія
Відкритий у Львові 12 вересня 1908 року в Палаці Корнякта, який у середині XVII ст. слугував резиденцією короля Яна III Собеського.
Музей підпорядковувався гміні міста Львова та займався збиранням пам'яток, пов'язаних з історією східних теренів Речі Посполитої. Значним поповненням музейного зібрання стала приватна збірка Владислава Лозінського, закуплена для музею гміною в 1914 р. разом із палацом, у якому вона була розміщена.
У 1930-х рр. фонди налічували 40 000 одиниць зберігання. До їх складу входили археологічні колекції, зброя (бл. 1 200 одиниць зберігання), срібло, бронза, порцеляна, скло, меблі, костюми, мундири та військові відзнаки, монети, медалі, медальйони, плакетки, ордени, печатки та їхні відбитки, килими, годинники, дерев'яна алегорична скульптура із замку короля Яна III Собеського, портрети історичних діячів (понад 300 од.), у тому числі короля та його родини, плани й картини битв та інших історичних подій, краєвиди міст і замків, збірка гравюр і граверних дощок. Експозиція містилася в 24-х залах. 
Згідно з постановою РНК УРСР від 8 травня 1940 об'єднаний з Історичним музеєм міста Львова в єдину установу — Львівський державний республіканський історичний музей.